# Park Narodowy Dorrigo
Dorrigo (Dorrigo National Park) – park narodowy położony w stanie Nowa Południowa Walia w Australii, około 5 km na wschód od miasta Dorrigo.
Park ten jest częścią rezerwatu Gondwana Rainforests of Australia, wpisanego na listę światowego dziedzictwa UNESCO.